# Kolumban Bischof
Kolumban Bischof (* 2. Mai 1674 in Eggersriet als Jakobus Bischof; † 26. September 1740) war von 1706 bis 1707 Bibliothekar des Klosters St. Gallen.

## Leben und Wirken
Pater Kolumban war der Sohn von Johann Bischof und Anna Krömler. 1687 ist er im Kloster St. Gallen bezeugt, wo er am 22. Juli 1692 die Profess ablegte. 1697 wurde er Subdiakon, 1698 Diakon. Die Priesterweihe empfing er am 19. Dezember 1699, die Primiz folgte am 3. Januar 1700. Im Jahr 1736 erlitt er einen Schlaganfall, von dem er sich nur langsam erholte. Am Ende seines Lebens litt er zudem an Brustwassersucht.
Seit Mai 1700 war Pater Kolumban Lehrer für Griechisch und Syntax in der St. Galler Klosterschule. Es folgte 1701 eine Tätigkeit als Hilfsarchivar. Nach weiteren Lehrtätigkeiten kam er im März 1706 nach St. Johann, wo er das Amt des Küchenmeisters übernahm. Noch im gleichen Jahr wurde er auch in St. Gallen zum Küchenmeister und Bibliothekar ernannt. Seit 1711 stand er dann der Klosterdruckerei vor. Als die St. Galler Mönche im Zuge des Toggenburgerkrieges aus dem Kloster flüchten mussten, siedelte Pater Kolumban nach Klus über, wo er als Pfarrer wirkte. 1720 amtete er als Verwalter von Wasserburg und Beichtiger in Altstätten. Es folgten klösterliche Amtstätigkeiten in St. Johann, wo er mit dem Auftrag betraut wurde, die territorialen Grenzen im Toggenburg neu zu regeln. 1729 wurde er Pfarrer in Alt St. Johann. Ab September 1735 bekleidete er das Amt des Statthalters in St. Gallen. Krankheitsbedingt folgten ab 1736 zahlreiche Orts- und Amtswechsel.